# چوست (تاجیکستان)
چوست (نام پیشین چوزی)  جماعت و شهرکی در کشور تاجیکستان است که در ناحیهٔ شهر نو ناحیه‌های تابع جمهوری قرار دارد. جمعیت این جماعت ۱۲۰۶۸ است.